# Nya Älvsborgs slottsförsamling
Nya Älvsborgs slottsförsamling var en församling för de boende kring Nya Älvsborg i  Göteborgs stift och i nuvarande Göteborgs kommun. Församlingen uppgick 1872 i Lundby församling.
Församlingskyrka var Garnisonskyrkan.

## Administrativ historik
Församlingen bildades 1654 i anslutning till uppförandet av Nya Älvsborg och dess garnisonskyrkan (klar 1658). Församlingen uppgick 1872 i Lundby församling.

## Slottspredikanter
- 1654-1658 - Anders Andrei
- 1658-1682(?) - Johannes Jonæ Gothenius (1629–1710)
- 1683–1696 - Olaus J. Olinus (död 1702 eller 1703)
- 1696–1697 - Sven Nilsson Kilander (död 1708)
- 1697–1700 - Mathias Gunnarsson Gröndell (död 1710)
- 1700–1709 - Jacob Ekström (1671–1716)
- 1709–1710 - Peter Lomberg (1681–1755)[2]
- 1710 - Petrus Lachonius (1682–1731)
- 1710–1714 - Thorsten Andræ Lithander (1676–1751)
- 1714 - Elias Montélius, avled under predikan i slottskyrkan enligt anteckning i kyrkoboken.
- 1716–1717 - Johan Cullén (död 1753)
- 1718–1728 - Johan Gudmundi Lysell (1685–1762)
- 1728–1730 - Johan Fortelin
- 1730 - David Hummel (1702–1761)
- 1731–1745 - Lars Bruhn (1702–1758)
- 1746–1749 - Olof A. Ekeborn (1716–1784)
- 1750–1751 - Peter Strömbom (1718–1777)
- 1752–1759 - Anton G. Grimbeck (1726–1780)
- 1760–1761 - Gabriel Laurentii Kierrulf (1723–1781)
- 1761–1764 - Stephan Enander (1728–1789)
- 1768–1774 - Carl Johan Brag (1735–1781)
- 1774–1780 - Fredrik Adolf Silvander (1747–1813)
- 1781–1782 - Carl Christian Böcker (1735–1782)
- 1782–1792 - Fredrik Roempke (1753–1821)
- 1792–1794 - Hans Christian Hummel (1758–1819)
- 1794–1801 - Jonas Norlander (1754–1816)
- 1801–1807 - Johan Jacob Jacobsson (1775–1835)
- 1808–1814 - Anders Bjursten (1783–1834)
- 1815–1821 - Lars Adolf Billqvist (1778–1856)
- 1821–1833 - Lars Hagstedt (1792–1864)
- 1834–1837 - Carl Daniel Bagge (1795–1871)
- 1837–1849 - Carl Fredrik Carlgren (1808–1848)
- 1849–1857 - Samuel Johan Engström (1815–1857)
- 1857–1861 - Anders Elgqvist (1821–1895)
- 1862–1869 - August Wilhelm Ekman (1824–1913)[3][4][5][6][7]